# Njambajaryn Tögstsogt
Njambajaryn Tögstsogt (mongolisch Нямбаярын Төгсцогт; englisch Tugstsogt Nyambayar; * 23. Juni 1992 in Ulaanbaatar) ist ein mongolischer Profiboxer im Federgewicht. Als Amateur war er unter anderem Silbermedaillengewinner der Weltmeisterschaften 2009 und der Olympischen Spiele 2012, jeweils im Fliegengewicht.

## Amateurkarriere
Sein erster großer Wettkampf waren die Asienmeisterschaften 2009 in Zhuhai, wo er mit einem Sieg gegen Birschan Schaqypow ins Halbfinale eingezogen war und dort gegen Nanao Singh mit einer Bronzemedaille im Halbfliegengewicht ausschied. Damit war er für die Weltmeisterschaften 2009 in Mailand qualifiziert und erreichte im Fliegengewicht mit Siegen gegen Suranjoy Singh, Peter Senky, Declan Geraghty, Vincenzo Picardi und Michail Alojan das Finale, wo er gegen McWilliams Arroyo unterlag und Silber gewann.
Da er noch jünger als 19 Jahre alt war, konnte er zudem noch bei den Jugend-Asienmeisterschaften 2010 in Teheran teilnehmen und gewann Silber im Bantamgewicht, schied aber bei den Jugend-Weltmeisterschaften 2010 in Baku im Viertelfinale gegen Dawid Michelus aus. Zudem gewann er die Goldmedaille im Fliegengewicht bei den World University Championships 2010 in Ulaanbaatar. Bei den Asienspielen 2010 in Guangzhou verlor er noch in der Vorrunde gegen Shahriyor Isakov.
Bei den Asienmeisterschaften 2011 in Incheon scheiterte er im Achtelfinale gegen Santosh Harijan und bei den Weltmeisterschaften 2011 in Baku ebenfalls im Achtelfinale gegen Elvin Məmişzadə.
Im April 2012 erkämpfte er sich bei der asiatischen Olympiaqualifikation in Astana mit Siegen gegen Rey Saludar, Suranjoy Singh, Muhammad Waseem und Katsuaki Susa einen Startplatz für die Olympischen Spiele 2012 in London. Dort zog er im Fliegengewicht nach siegreichen Kämpfen gegen Elvin Məmişzadə, Vincenzo Picardi, Jasurbek Latipov und Michail Alojan ins Finale ein, wo er knapp mit 14:17 gegen Robeisy Ramírez unterlag.
Im März 2013 gewann er ein Turnier in Tschechien und besiegte dabei unter anderem Michael Conlan und Enrico Lacruz. Bei den Weltmeisterschaften 2013 in Almaty unterlag er im ersten Kampf gegen Cavid Çələbiyev.
Bei den Militär (CISM)-Weltmeisterschaften 2014 in Almaty gewann er Bronze im Bantamgewicht, bei den Asienspielen 2014 in Incheon schied er im Viertelfinale gegen Sang-Myeong Han aus.
Darüber hinaus boxte er in der Saison 2010/11 für das Team Baku Fires in der World Series of Boxing und ist Mongolischer Meister 2009 im Halbfliegengewicht, 2012 im Fliegengewicht, sowie 2011, 2013 und 2014 im Bantamgewicht. Insgesamt bestritt er als Amateur 279 Kämpfe und gewann 245.

## Profikarriere
2015 startete er seine Profikarriere beim US-amerikanischen Promoter Joe Goossen und gewann sein Debüt am 13. März desselben Jahres. Nach zehn Siegen in Folge gewann er am 26. Januar 2019 im Barclays Center von Brooklyn den IBO-Weltmeistertitel im Federgewicht gegen Claudio Marrero.
Am 8. Februar 2020 boxte er um die WBC-Weltmeisterschaft und verlor dabei nach Punkten gegen Gary Russell junior. Beim Kampf um die Interimsweltmeisterschaft der WBA im Superfedergewicht, verlor er am 3. Juli 2021 nach Punkten gegen Chris Colbert.